# Duitsland op het Eurovisiesongfestival 1985
Duitsland deed mee aan het Eurovisiesongfestival 1985 in Göteborg. Het was de 30ste deelname van het land op het Eurovisiesongfestival.

## Selectieprocedure
De finale werd gehouden in het Deutsches Theater in München en werd gepresenteerd door Wolfgang Mascher en Margit Geissler In totaal deden er 12 artiesten mee aan deze nationale finale. De winnaar werd gekozen door een representatief panel van 500 mensen.
| Volgorde | Artiest         | Lied                              | Punten | Plaats |
| -------- | --------------- | --------------------------------- | ------ | ------ |
| 1        | Jürgen Renfordt | "Am Anfang der Zeit"              | 3073   | 9      |
| 2        | Susan Schubert  | "Sehnsucht nach einem Gefühl"     | 2994   | 10     |
| 3        | Conny & Jean    | "Du bist da"                      | 2982   | 11     |
| 4        | Wolff Gerhard   | "Also lebe ich"                   | 3575   | 3      |
| 5        | Wind            | "Für alle"                        | 3618   | 1      |
| 6        | Heike Schäfer   | "Die Glocken von Rom"             | 3597   | 2      |
| 7        | MoMo            | "So lange wir träumen, leben wir" | 2971   | 12     |
| 8        | Sylvia          | "König und Dame"                  | 3113   | 8      |
| 9        | Günther Stern   | "Hier, da und überall"            | 3291   | 6      |
| 10       | Danny Fischer   | "Kinder der Erde"                 | 3220   | 7      |
| 11       | Caro Pukke      | "Grün, grün, grün"                | 3535   | 4      |
| 12       | Bernd Clüver    | "Der Wind von Palermo"            | 3424   | 5      |

## In Zweden
In de finale van het Eurovisiesongfestival 1984 moest Duitsland optreden als 10de, net na Portugal en voor Israël. Op het einde van de stemming bleek dat ze op een 2de plaats geëindigd was met 105 punten, 18 punten minder dan de winnaar. Men ontving één keer het maximum van de punten. Nederland deed niet mee in 1985 en België gaf 10 punten aan deze inzending.

### Gekregen punten
| 12 punten | 10 punten                                            | 8 punten                         | 7 punten            | 6 punten              |
| --------- | ---------------------------------------------------- | -------------------------------- | ------------------- | --------------------- |
| - Cyprus  | - België - Denemarken - Finland - Luxemburg - Spanje | - Frankrijk - Noorwegen - Zweden | - Israël - Portugal |                       |
| 5 punten  | 4 punten                                             | 3 punten                         | 2 punten            | 1 punt                |
|           | - Ierland                                            |                                  |                     | - Verenigd Koninkrijk |

### Gegeven punten
Punten gegeven in de finale:
| 12 punten | Noorwegen           |
| 10 punten | Oostenrijk          |
| 8 punten  | Zweden              |
| 7 punten  | Israël              |
| 6 punten  | Denemarken          |
| 5 punten  | Verenigd Koninkrijk |
| 4 punten  | Ierland             |
| 3 punten  | Luxemburg           |
| 2 punten  | Turkije             |
| 1 punt    | Zwitserland         |

1956 · 1957 · 1958 · 1959 · 1960 · 1961 · 1962 · 1963 · 1964 · 1965 · 1966 · 1967 · 1968 · 1969 · 1970 · 1971 · 1972 · 1973 · 1974 · 1975 · 1976 · 1977 · 1978 · 1979 · 1980 · 1981 · 1982 · 1983 · 1984 · 1985 · 1986 · 1987 · 1988 · 1989 · 1990 · 1991 · 1992 · 1993 · 1994 · 1995 · 1996 · 1997 · 1998 · 1999 · 2000 · 2001 · 2002 · 2003 · 2004 · 2005 · 2006 · 2007 · 2008 · 2009 · 2010 · 2011 · 2012 · 2013 · 2014 · 2015 · 2016 · 2017 · 2018 · 2019 · 2020 · 2021 · 2022 · 2023 · 2024 · 2025